# Lino Ventura
Lino Ventura, właśc. Angiolino Giuseppe Pasquale Ventura (ur. 14 lipca 1919 w Parmie, zm. 22 października 1987 w Saint-Cloud) – włoski aktor, który dorastał we Francji i zagrał w wielu francuskich filmach.

## Życiorys
Urodził się w północnych Włoszech jako syn Giovanniego Ventury i Luisy Borrini. Mając osiem lat opuścił szkołę i pracował jako pomocnik mechanika. W wieku dziewięciu lat przeniósł się z rodziną do Paryża, gdzie dorastał. W 1942, mając 23 lata, ożenił się z Odette, z którą miał czworo dzieci; trzy córki – Mylène (ur. 1946), Lindę (ur. 1958) i Clelię (ur. 1961) oraz syna Laurenta (ur. 1950). Aby zdobyć środki na utrzymanie, podejmował się różnych prac, m.in. w fabryce. Wkrótce rozpoczął karierę jako bokser i zapaśnik, ale po odniesieniu poważnej kontuzji został zmuszony do rezygnacji ze sportu. 
Dla kina odkrył go francuski reżyser filmowy Jacques Becker, który powierzył niedoświadczonemu 34-letniemu debiutantowi rolę gangstera Angelo Fraisera w dreszczowcu kryminalnym Nie tykać łupu (Touchez pas au grisbi, 1954). Ventura wystąpił tam u boku m.in. Jeanne Moreau i Jeana Gabina, który był pod wrażeniem debiutanta i zachęcił go do kontynuowania kariery aktorskiej. Przez kilka kolejnych lat grał zbirów i twardzieli o pokerowych twarzach.
Na ekranie najczęściej odtwarzał postacie przestępców, m.in. w dramacie Prawo ulicy (La Loi des rues, 1956) z Louisem de Funès lub zmęczonych życiem sceptyków.
Zmarł w Saint Cloud, w regionie Île-de-France, w departamencie Hauts-de-Seine. Jest pochowany na cmentarzu w Le Val-Saint-Germain. W Paryżu ma plac swojego imienia.

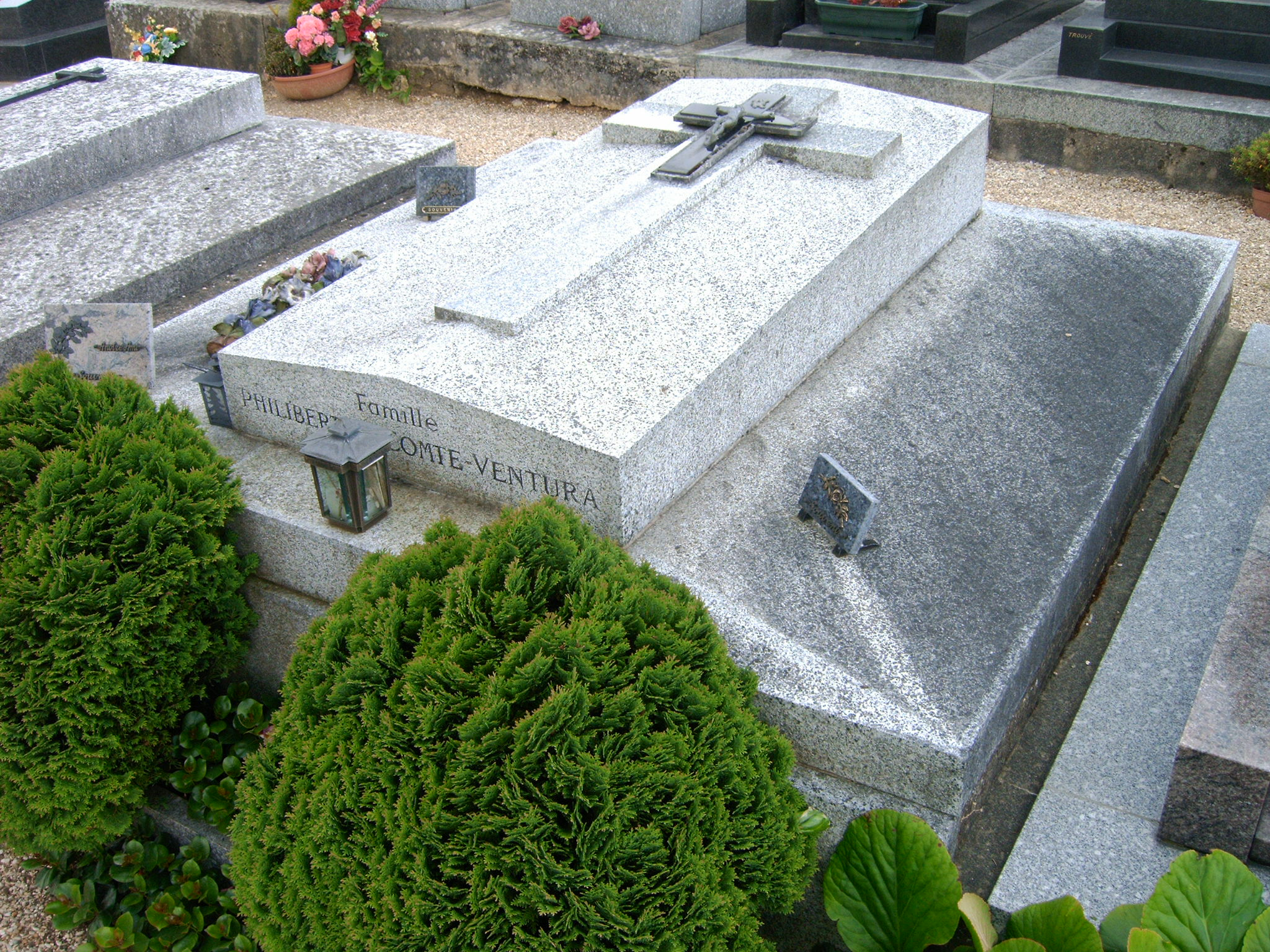
Grobowiec aktora na cmentarzu w Le Val-Saint-Germain

## Filmografia
- Nie tykać łupu (Touchez pas au grisbi, 1954) jako Angelo
- Akcja Hera (Razzia sur la Chnouf, 1955) jako Le Catalan
- Prawo ulicy (Loi des rues, La, 1956) jako Mario
- Zbrodnia i kara (Crime et châtiment, 1956) jako Gustave Messonnier
- Ces dames préferent le mambo (1957) jako Paulo
- Rouge est mis, Le (1957) jako Cygan Pépito
- Action immédiate (1957) jako Bérès
- L' Étrange Monsieur Steve (1957) jako Denis
- Le Feu aux poudres (1957) jako Inspektor Legentil
- Trois jours à vivre (1957) jako Lino Ferrari
- Montparnasse 19 (1958) jako Morel
- Maigret zastawia pułapkę (Maigret tend un piège, 1958) jako Torrence
- Windą na szafot (Ascenseur pour l'échafaud, 1958) jako inspektor Cherier
- Goryl (Gorille vous salue bien, Le, 1958) jako Géo Paquet
- Droga młodości (Chemin des écoliers, Le, 1959) jako Tiercelin
- Douze heures d'horloge (1959) jako Albert Fourbieux
- Le Fauve est lâché (1959) jako Paul
- Pensione Edelweiss (1959) jako Borcher
- Un témoin dans la ville (1959) jako Ancelin
- Nieznany zdrajca (Marie-Octobre, 1959) jako Carlo Bernardi, patron de boîte de nuit
- 125 rue Montmartre (1959) jako Pascal
- Ryzykanci (Classe tous risques, 1960) jako Abel Davos
- Taksówką do Tobruku (Un taxi pour Tobrouk, 1960) jako Brygadier Theo Dumas
- Herrin der Welt (1960) jako Biamonte
- Lwy wychodzą na wolność (Lions sont lâchés, Les, 1961) jako Challenberg
- Sąd ostateczny (Giudizio universale, Il, 1961) jako Ojciec Giovanny
- Dziewczyna w oknie (Ragazza in vetrina, La, 1961) jako Federico
- Il Re di Poggioreale (1961)
- Statek Emila (Bateau d'Émile, Le, 1962) jako Émile Bouet
- Diabelskie sztuczki (Diable et les dix commandements, Le, 1962) jako Garigny
- Die Dreigroschenoper (1962) jako Tiger Brown
- Wujkowie zabijacy (Tontons flingueurs, Les, 1963) jako Fernand Naudin
- Carmen di Trastevere (1963) jako Vincenzo
- Lament dla bandyty (Llanto por un bandido, 1964) jako El Lutos
- 100 tysięcy dolarów w słońcu (Cent mille dollars au soleil, 1964) jako Hervé Marec zw. 'Le plouc'
- L' Arme à gauche (1964) jako Jacques Cournot
- Les Barbouzes (1964) jako Francis Lagneau
- Métamorphose des cloportes, La (1965) jako Alphonse Maréchal
- Avec la peau des autres (1966) jako Viviana
- Drugi oddech (Le Deuxième souffle, 1966) jako Gustave ‘Gu’ Minda
- Ne nous fâchons pas (1966) jako Antoine Beretto
- Łowcy przygód (Les Aventuriers, 1967) jako Roland
- Drapieżca (Rapace, Le, 1968) jako Drapieżca
- Klan Sycylijczyków (Clan des Siciliens, Le, 1969) jako Inspektor Le Goff
- Armia cieni (Armée des ombres, L', 1969) jako Philippe Gerbier
- Dernier domicile connu (1970) jako Marceau Leonetti
- Bulwar Rumu (Boulevard du Rhum, 1971) jako Cornelius von Zeelinga
- Fantasia chez les ploucs (1971) jako Sagamore Noonan
- Joe Valachi (The Valachi Papers, 1972) jako Vito Genovese
- Przygoda jest przygodą (Aventure, c’est l’aventure, L', 1972) jako Lino Massaro
- Szczęśliwego Nowego Roku (Bonne année, La, 1973) jako Simon
- L' Emmerdeur (1973) jako Ralf Milan
- La Raison du plus fou (1973) jako Drugi motocyklista
- Far West (1973)
- Le Silencieux (1973) jako Clément Tibère
- Policzek (Gifle, La, 1974) jako Jean Doulean
- Uomini duri (1974) jako Ojciec Charlie
- Powodzenia, stary! (Adieu Poulet, 1975) jako komisarz Verjeat
- Klatka (Cage, La, 1975) jako Julien
- Szacowni nieboszczycy (Cadaveri eccellenti, 1976) jako Inspektor Amerigo Rogas
- Un papillon sur l'épaule (1978) jako Roland Fériaud
- Dotknięcie Meduzy (The Medusa Touch, 1978) jako Komisarz Brunel
- L' Homme en colère (1979) jako Romain Dupre
- Niedzielni kochankowie (Sunday Lovers, 1980) jako François Quérole
- Przesłuchanie w noc sylwestrową (Under Suspicion, 1981) jako inspektor Antoine Gallien
- Szpiegu, wróć (Espion, leve-toi, 1981) jako Sébastien Grenier
- Nędznicy (Misérables, Les, 1982) jako Jean Valjean/M. Madeleine/Champmathieu
- Le Ruffian (1983) jako Aldo
- Sto dni w Palermo (Cento giorni a Palermo, 1984) jako Generał Carlo Dalla Chiesa
- La 7ème cible (1984) jako Bastien Grimaldi
- Miecz Gideona (Sword of Gideon, 1986) jako Papa